# هال (نیویورک)
هال (به انگلیسی: Hall) یک منطقهٔ مسکونی در ایالات متحده آمریکا است که در نیویورک واقع شده‌است. هال ۲۱۶ نفر جمعیت دارد و ۲۷۴٫۳۲ متر بالاتر از سطح دریا واقع شده‌است.